# 야바위꾼
야바위꾼(shill) 또는 앞잡이(stooge)는 해당 개인이나 조직과 긴밀한 관계가 있거나 그렇게 하기 위해 급여를 받았다는 사실을 공개하지 않고 공개적으로 개인이나 조직을 돕거나 신뢰를 주는 사람이다. 야바위꾼은 미디어, 저널리즘, 마케팅, 정치, 스포츠, 신뢰 게임, 암호화폐 또는 기타 비즈니스 영역에서 운영을 수행할 수 있다. 야바위꾼은 또한 자신이 기득권을 갖고 있는 개인이나 조직에 대한 반대자나 비판자의 신용을 떨어뜨리는 역할을 할 수도 있다.
대부분의 경우 야바위꾼은 비밀리에 일하는 판매자, 마케팅 담당자 또는 사기꾼과 관계없이 의도적으로 구경꾼, 참가자 또는 열광적인 고객의 인상을 "표시"하는 사람을 의미한다. 야바위꾼과 동맹을 맺은 사람이나 그룹은 군중심리학에 의존하여 다른 구경꾼이나 청중이 판매자와 거래를 하거나 그들이 홍보하는 아이디어를 받아들이도록 장려한다. 야바위꾼은는 영업사원 및 전문 마케팅 캠페인에 고용될 수 있다. 플랜트 앤 스투지(Plant and Stooge)는 마술사의 청중, 정당, 정보기관 등 자신이 소속된 조직이나 중립적인 척하면서 다른 사람이나 외부 조직과 비밀리에 동맹을 맺고 있는 사람을 더 흔히 지칭한다. (이중간첩 문서 참고)
야바위꾼 행위는 사기 및 피해의 가능성이 있기 때문에 많은 상황과 관할권에서 불법이다. 그러나 야바위꾼이 정보를 모르는 당사자를 손실 위험에 빠뜨리지 않는 경우 야바위꾼의 조치는 합법적일 수 있다. 예를 들어, 원할 때 웃고 박수를 치도록 청중 속에 심어진 사람(박수부대 문서 참고) 또는 "청중 중 무작위 구성원"으로 무대 활동에 참여하도록 심은 사람은 합법적인 유형의 야바위꾼이다.

## 같이 보기
- 아스트로터핑
- 신용 사기
- 정실주의
- 허위 광고
- 그린워싱
- 인플루언서 마케팅
- 선전 (사회학)
- 피라미드 사기
- 다중 계정
- 스핀 닥터
- 대가성